# Visita do Papa Francisco ao Iraque em 2021
A visita do Papa Francisco ao Iraque ocorreu entre os dias 5 e 8 de março de 2021. A visita foi confirmada a convite do Governo do Iraque e da Igreja Católica local. O Papa Francisco visitou as cidades de Ur, Bagdá, Najaf, Qaraqosh, Arbil e Mossul.

## Tentativas anteriores
O Papa João Paulo II queria visitar Ur, local de nascimento de Abraão segundo a tradição bíblica, dentro de uma viagem pelo Oriente Médio incluindo Israel, Jordânia e Palestina, mas a visita foi cancelada devido a divergências entre o governo de Saddam Hussein e representantes da Santa Sé, o que fez com que o governo iraquiano proibisse a visita.

## Preparação
A visita foi confirmada após um convite do Governo do Iraque e da Igreja Católica Caldéia, a maior igreja católica do Iraque.
Os preparativos para a visita estavam quase concluídos no início de 2020. Ele se encontrou com o presidente do Iraque, Barham Salih, em 25 de janeiro de 2020, na Cidade do Vaticano. Em 7 de dezembro de 2020, o Diretor de Imprensa da Santa Sé, Matteo Bruni, divulgou um comunicado confirmando que o Papa Francisco faria uma visita papal depois de aceitar o convite da República do Iraque e da Igreja Católica Caldéia para visitar o Iraque entre o dia 5 de março e 8 de março de 2021. Foi sua primeira visita desde novembro de 2019, pois as viagens foram canceladas devido à pandemia do COVID-19 ao longo de 2020. O Papa Francisco mencionou que chegaria como peregrino penitente e rezaria por perdão após um longo período de conflitos inter-religiosos durante a Guerra Civil Iraquiana. Apesar do embaixador da Cidade do Vaticano, o arcebispo Mitja Leskovar, ter contraído o COVID-19 e permanecer em auto-isolamento, o papa ainda queria visitar o Iraque. Durante a visita, várias medidas de segurança foram tomadas para enfrentar a pandemia de COVID-19, bem como as ameaças de ataques terroristas. Uma equipe de segurança de 10.000 foi anunciada para proteger o Papa, enquanto ele e os jornalistas que o acompanhavam receberam a vacina BionTech Pfizer. A visita a Ali Al-Sistani em Najaf foi preparada com todos os pequenos detalhes, como quais bebidas serão servidas ou por quanto tempo o Papa Francisco caminhará até a casa de Sistani.

## 5 de março de 2021
Ao chegar ao Aeroporto Internacional de Bagdá, o Papa recebeu um presente de boas-vindas, que era uma réplica de uma obra de Mohammed Ghani Hikmat, retratando a Paixão de Jesus antes de sua crucificação, do presidente iraquiano Barham Salih. Quando ele chegou ao Aeroporto Internacional de Bagdá, sua chegada foi anunciada em outdoors, e as bandeiras do Iraque e do Vaticano estavam voando lado a lado. Ele então se dirigiu ao povo iraquiano através de um discurso televisionado, reconhecendo a importância do Iraque como berço de civilizações. No mesmo dia, ele se encontrou com o primeiro-ministro iraquiano Mustafa Al-Kadhimi e membros do clero cristão.
Também em Bagdá, o pontífice fez também uma visita a Catedral de Nossa Senhora da Salvação, alvo de um atentado terrorista contra sírio-católicos em 2010, onde dedicou uma prece pelas vítimas e pediu o retorno de cristãos que fugiram do país por medo de conflitos religiosos.

## 6 de março de 2021
Em 6 de março de 2021, ele visitou Najaf, onde conheceu o Grande Aiatolá Ali al-Sistani. A reunião aconteceu na casa de Sistani, perto do Santuário Imam Ali. Eles divulgaram uma declaração conjunta contra o extremismo religioso. No mesmo dia ele visitou Ur, que segundo a Bíblia é o local de nascimento de Abraão, a quem judeus, muçulmanos e cristãos consideram seu pai religioso. À noite, voltou a Bagdá, onde celebrou uma missa na Igreja de São José. Foi a primeira vez que o Papa Francisco proferiu uma liturgia segundo o rito oriental.

## 7 de março de 2021
Em 7 de março de 2021, ele visitou a demolida Igreja Católica Siríaca da Imaculada Conceição em Qaraqosh. Ele visitou a Praça da Igreja de Mosul, onde celebrou uma missa e rezou pela fraternidade entre as diferentes religiões no Iraque. Na Praça da Igreja de Mossul, a Praça da Igreja de Mossul é cercada por igrejas de quatro religiões cristãs diferentes, que incluem a Ortodoxa Siríaca, Católica Siríaca, Católica Caldéia e Ortodoxa Armênia. O local do encontro foi decorado com duas cruzes cristãs simbólicas, uma feita com a madeira das igrejas em ruínas de Qaraqosh, e a outra feita por Omar Qais, um artista iraquiano de Mossul. O papa devolveu ao Iraque um livro de orações aramaico de 500 anos da Igreja da Imaculada Conceição em Qaraqosh, que foi trazido para a Itália por motivos de segurança depois que o ISIS capturou a cidade. O livro foi restaurado sob os auspícios do Ministério do Patrimônio Cultural da Itália. No mesmo dia, ele também visitou Arbil no Curdistão iraquiano, onde foi recebido pelos políticos Nechirvan Barzani, Massoud Barzani, Masrour Barzani e Qubad Talabani. Ele reconheceu o papel de proteção que o KRG desempenhou para os cristãos durante a Guerra Civil Iraquiana contra o ISIS. Em Arbil, ele deu uma missa na frente de 10.000 participantes no estádio Franso Hariri.

## 8 de março de 2021
No dia 8 de março, retornou a Bagdá, onde se encontrou pela última vez com o presidente do Iraque, Barham Salih, para uma cerimônia de despedida.

## Influência
No Iraque, o dia 6 de março foi declarado "Dia da Tolerância e Convivência" pelo primeiro-ministro iraquiano Mustafa Al-Kadhimi, comemorando o encontro entre Ali Al-Sistani e o Papa Francisco. Após a partida do Papa Francisco, o Cardeal Louis Raphaël I Sako anunciou que o Papa doou US$ 350.000 ao povo iraquiano, dos quais US$ 250.000 seriam distribuídos pela Igreja Católica Caldéia de Bagdá, US$ 50.000 pela Igreja Católica Caldéia de Mosul, e o restante pela Igreja Católica Siríaca, que também inclui Qaraqosh. O Cardeal apresentou várias proposições sobre o aprimoramento da educação, a tolerância intercultural e a proteção dos locais sagrados, conforme descrito no Código Penal iraquiano em abril de 2021.